# هوارد كاسادي
هوارد كاسادي (بالإنجليزية: Howard Cassady) هو لاعب كرة قدم أمريكية أمريكي، ولد في 2 مارس 1934 في كولومبوس في الولايات المتحدة.

## وصلات خارجية
- هوارد كاسادي على موقع مرجع كرة القدم المحترفة.كوم (الإنجليزية)
- هوارد كاسادي على موقع إن إن دي بي (الإنجليزية)